# Aeródromo Ilha Clube Aerodesportivo
O Aeródromo Ilha Clube Aerodesportivo - ICA, é um aeroporto privado em Peruíbe no interior do Estado de São Paulo, oferece apoio e boa infra-estrutura.
Em meados de agosto de 1993 um grupo de pilotos que tinham em mente criar um local seguro para a prática de ultraleve, aliando conforto à família e aos amigos que os acompanhavam, adquiriram uma área bem localizada, para a construção de uma pista, infra-estrutura e hangares.
E assim, em setembro de 1994, a pista e o primeiro hangar estavam prontos. Começa então a efetiva operação do ICA, onde pilotos,  suas famílias e amigos passam a ter uma nova opção de lazer e convívio em Peruíbe.

## Dados e Características
Coordenadas: 24 18 55 S / 47 00 50 W
Categoria/Utilização: PRIV
Fuso Horário: UTC-3
Tipo de Operação: VFR DIURNA
Elevação: 15 M (49 FT)
Declinação Magnética: 19,87 W
Designador: 01 / 19
Dimensões: 600 x 18
Tipo de Piso: GRASS
Resistência: (PCN) 5600 kg/0,50MPa